# Бошко Джуровський
Бошко́ Джуро́вський (мак. Бошко Ѓуровски, нар. 28 грудня 1961, Тетово) — югославський македонський футболіст, півзахисник. По завершенні ігрової кар'єри — футбольний тренер.

## Клубна кар'єра
У дорослому футболі дебютував 1978 року виступами за команду клубу «Црвена Звезда», в якій провів одинадцять сезонів, взявши участь у 238 матчах чемпіонату. Більшість часу, проведеного у складі «Црвени Звезди», був основним гравцем команди. За цей час чотири рази виборював титул чемпіона Югославії, ставав володарем Кубка Югославії.
У 1989 році перейшов до клубу «Серветт», за який відіграв 6 сезонів. Граючи у складі «Серветта» також здебільшого виходив на поле в основному складі команди. За цей час додав до переліку своїх трофеїв титул чемпіона Швейцарії. Завершив професійну кар'єру футболіста виступами за команду «Серветт» у 1995 році.

## Виступи за збірні
У 1982 році дебютував в офіційних матчах у складі національної збірної Югославії. Протягом 1994–1995 років зіграв 7 матчів за національну збірну Македонії, забивши 3 м'ячі.

## Кар'єра тренера
Розпочав тренерську кар'єру відразу ж по завершенні кар'єри гравця, 1995 року, увійшовши до тренерського штабу клубу «Серветт».
В подальшому очолював команди клубів «Раднички» (Обреновац), «Рад» та «Црвена Звезда», а також входив до тренерського штабу клубу «Црвена Звезда».
2008 року став асистентом Драгана Стойковича в японському клубі «Нагоя Грампус», в якому тандем балканців працював до 2013 року.
26 листопада 2013 року очолив тренерський штаб національної збірної Македонії, яка під його керівництвом не десягла позитивних результатів, через що його було звільнено у квітні 2015.
2016 року ненадовго повертався до Японії, де знову працював з «Нагоя Грампус», цього разу як головний тренер.

## Титули і досягнення

### Як гравця
- Чемпіон Югославії (4):

«Црвена Звезда»: 1979-80, 1980-81, 1983-84, 1987-88
- Володар Кубка Югославії (2):

«Црвена Звезда»: 1981-82, 1984-85
- Чемпіон Швейцарії (1):

«Серветт»: 1993-94
- Чемпіон Європи (U-18): 1979

### Як тренера
- Чемпіон Сербії (1):

«Црвена Звезда»: 2006-07
- Володар Кубка Сербії (1):

«Црвена Звезда»: 2006-07